# Стрибки з трампліна на зимових Олімпійських іграх 2022 — кваліфікація
У змаганнях зі стрибків із трампліна на зимових Олімпійських іграх 2022 зможуть взяти участь 105 спортсменів (65 чоловіків та 40 жінок), що змагатимуться в п'яти дисциплінах. Кожну країну можуть представляти не більш як 9 спортсменів (5 чоловіків та 4 жінки).
Порівняно з минулими Іграми в програмі змагань відбулися зміни, додано змішані командні змагання, в яких візьмуть участь чоловіки та жінки.

## Правила кваліфікації
Кваліфікаційний період
Спортсменам зараховуються результати, показані на будь-яких змаганнях, що відбуваються під егідою FIS. Квоти розподіляються на підставі рейтингу FIS на 16 січня 2022 року. Згідно з ним 65 найсильніших чоловіків і 40 жінок одержать для своєї країни олімпійські ліцензії, а кількість квот для одного НОК обмежена 9.
| Змагання               | Період                       |
| ---------------------- | ---------------------------- |
| Кваліфікаційний період | 1 липня 2020 - 16 січня 2022 |

Командна квота
До участі в чоловічих та змішаних командних змаганнях допускаються лише спортсмени, що беруть на Іграх участь в індивідуальних змаганнях. НОК, що мають на Іграх щонайменше по одному спортсменові різної статі, мають право заявити команду в змагання змішаних команд.
Вікові обмеження
Для стрибунів, що відібралися на Ігри, встановлено мінімально дозволений вік. Не зможуть взяти участі в Іграх спортсмени, що народились після 31 грудня 2006 року.

## Країни, що кваліфікувались
17 січня 2022 року FIS опублікувала розподіл квот на Ігри.
| НОК                        | Спортсменів | Спортсменів | Спортсменів      | Спортсменів     | Загалом |
| НОК                        | Чоловіків   | Жінок       | Чоловіча команда | Змішана команда | Загалом |
| -------------------------- | ----------- | ----------- | ---------------- | --------------- | ------- |
| Австрія                    | 5           | 4           | X                | X               | 9       |
| Болгарія                   | 1           |             |                  |                 | 1       |
| Канада                     | 2           | 2           |                  | X               | 4       |
| Китай                      | 1           | 2           |                  | X               | 4       |
| Чехія                      | 4           | 3           | X                | X               | 7       |
| Естонія                    | 2           |             |                  |                 | 2       |
| Фінляндія                  | 3           | 2           |                  | X               | 5       |
| Франція                    | 1 0         | 2           |                  |                 | 2       |
| Німеччина                  | 5           | 4           | X                | X               | 9       |
| Італія                     | 3 2         | 2           |                  | X               | 4       |
| Японія                     | 5           | 4           | X                | X               | 9       |
| Казахстан                  | 2           |             |                  |                 | 2       |
| Норвегія                   | 5           | 4 3         | X                | X               | 8       |
| Польща                     | 5           | 2           | X                | X               | 7       |
| Румунія                    | 2           | 1           |                  |                 | 3       |
| Олімпійський комітет Росії | 5           | 4           | X                | X               | 9       |
| Словенія                   | 5           | 4           | X                | X               | 9       |
| Швеція                     |             | 1           |                  |                 | 1       |
| Швейцарія                  | 5 4         |             | X                |                 | 5       |
| Туреччина                  | 1           |             |                  |                 | 1       |
| Україна                    | 3           |             |                  |                 | 3       |
| США                        | 3           |             |                  |                 | 3       |
| Загалом: 22 НОК            | 65          | 40          | 9                | 12              | 105     |

## Нотатки
1. ↑  Китай, як країна-господарка може взяти участь у змаганнях змішаних команд, адже кваліфікувалися один чоловік і дві жінки, а ще кваліфікувався один двоборець.
2. ↑  Одну квоту додано для участі в командних змаганнях.